# اسکات بسنت
اسکات کنت هومر بِسِنْت (به انگلیسی: Scott Kenneth Homer Bessent، bɛsənt)(متولد ۱ اوت ۱۹۶۲)، چهره‌ای شناخته‌شده در عرصه سرمایه‌گذاری آمریکا و مدیریت صندوق‌های پوشش ریسک است که از ۲۸ ژانویه ۲۰۲۵ به عنوان هفتادونهمین وزیر خزانه‌داری ایالات متحده شروع به فعالیت کرد. او گروه کی اسکوئر (Key Square Group)، یک شرکت سرمایه‌گذاری فعال در بازارهای مالی جهانی را بنیان نهاده و سابقهٔ همکاری با جرج سوروس، سرمایه‌دار نامدار را نیز در کارنامهٔ خود دارد.
بسنت از حامیان مالی اصلی دونالد ترامپ بود و نقش مهمی در تأمین منابع مالی کارزارهای انتخاباتی او ایفا کرد. او در کارزار ریاست جمهوری ۲۰۲۴ دونالد ترامپ به عنوان مشاور اقتصادی فعالیت داشت. در نوامبر ۲۰۲۴، پس از پیروزی ترامپ در انتخابات، بسنت به عنوان وزیر پیشنهادی خزانه‌داری ایالات متحده آمریکا معرفی شد. بسنت با کسب رأی اعتماد مجلس سنای ایالات متحده آمریکا (۶۸ موافق در برابر ۲۹ مخالف) به عنوان هفتاد و نهمین وزیر خزانه‌داری و اولین وزیر همجنس‌گرا در تاریخ وزارت مذکور به این مقام منصوب شد.
وی پس از پیت بودجج، دومین مرد آشکارا همجنس‌گرای عضو کابینه دولت ایالات متحده و همچنین چهارمین مرد آشکارا همجنس‌گرا بود که در مقامی هم‌سطح کابینهٔ دولت خدمت کرد (پس از دیمیتریوس مارانتیس، ریچارد گرینل و پیت بودجج). از آنجا که مقام وزارت خزانه‌داری ایالات متحده، پنجمین جایگاه در صف جانشینی ریاست‌جمهوری ایالات متحده آمریکا محسوب می‌شود، بِسِنت به بالاترین مقام رسمی آشکارا همجنسگرا در تاریخ ایالات متحده بدل شد.

## سال‌های آغازین زندگی و تحصیلات
اسکات کنث هومر بسنت در کانوی در ایالت کارولینای جنوبی چشم به جهان گشود. والدین او «باربارا (مک‌لئود)» و «هومر گاستون بسنت جونیور» بودند و پدرش در حوزه املاک و مستغلات فعالیت داشت.
بسنت در سال ۱۹۸۴ با اخذ مدرک کارشناسی در رشتهٔ علوم سیاسی از دانشگاه ییل فارغ‌التحصیل شد. او در دوران تحصیل در این دانشگاه، علاوه بر فعالیت به عنوان سردبیر در روزنامه دانشجویی ییل دیلی نیوز، ریاست انجمن مخفی ولفز هد را نیز بر عهده داشت. این انجمن که عضویت در آن مختص دانشجویان سال آخر بود، از قدمت و اعتبار خاصی در میان انجمن‌های مخفی ییل برخوردار است. بسنت همچنین به عنوان خزانه‌دار کلاس ۱۹۸۴ و رئیس صندوق فارغ التحصیلان ۱۹۸۴ ییل فعالیت می‌کرد. علاوه بر این، او در حوزه ورزش نیز فعال بود و به عنوان دستیار مدیر ورزشی دانشگاه ییل خدمت می‌کرد.

## فعالیت حرفه‌ای
بسنت  فعالیت حرفه‌ای خود را با کارآموزی نزد جیم راجرز، از چهره‌های برجسته و پیشگام در عرصه سرمایه‌گذاری جهانی، آغاز کرد. پس از اتمام تحصیلات دانشگاهی، او به جمع نخبگان مالی در موسسات معتبری چون براون برادرز هریمن و کاینیکوس اسوشیتس، به مدیریت جیم چانوس، پیوست و در این زمینه تجربه اندوخت. در سال ۱۹۹۱، بسنت  به شرکت مدیریت سرمایه‌گذاری سوروس (SFM)، یکی از بزرگ‌ترین و موفق‌ترین شرکت‌های سرمایه‌گذاری در جهان، پیوست و در طول دهه ۱۹۹۰ به عنوان یکی از شرکای کلیدی این شرکت نقش‌آفرینی کرد. او درجه‌های ترقی را طی کرد و در نهایت به ریاست دفتر لندن این شرکت منصوب شد.
یکی از درخشان‌ترین برگ‌های کارنامه بسنت در شرکت سوروس، به سال ۱۹۹۲ بازمی‌گردد. در آن سال، او نقش رهبری تیمی را بر عهده داشت که با تحلیل دقیق و پیش‌بینی درست خود از شرایط اقتصادی بریتانیا، توانستند سقوط پوند این کشور در رویداد معروف به «چهارشنبه سیاه» را پیش‌بینی کنند. این پیش‌بینی درست و اقدام به‌موقع آن‌ها، سودی بیش از یک میلیارد دلار را نصیب شرکت سوروس کرد و نام بسنت را به عنوان یک استراتژیست مالی برجسته بر سر زبان‌ها انداخت. او همچنین در سال ۲۰۱۳ با اتخاذ یک استراتژی خردمندانه در معامله علیه ین ژاپن، موفق به کسب سود قابل توجهی شد و بار دیگر تیزهوشی و توانایی خود را در عرصه سرمایه‌گذاری به اثبات رساند.
بسنت در سال ۲۰۰۰ تصمیم گرفت مسیر مستقل خود را در پیش گیرد و با استعفا از شرکت مدیریت سرمایه‌گذاری سوروس، یک صندوق پوشش ریسک با سرمایه اولیه یک میلیارد دلار تأسیس کرد. هدف او از تأسیس این صندوق، پیاده‌سازی استراتژی‌ها و ایده‌های نوآورانه خود در عرصه سرمایه‌گذاری بود. اما این صندوق در سال ۲۰۰۵ فعالیت خود را متوقف کرد. بسنت در توضیح این موضوع گفته است که تجربه مدیریت این صندوق به او آموخته است که نباید سبک یا ساختار شرکت خود را به خاطر ترجیحات و خواسته‌های سرمایه‌گذاران تغییر دهد و باید به اصول و باورهای خود در زمینه سرمایه‌گذاری پایبند باشد. او همچنین به عنوان مشاور سرمایه‌گذاری ارشد در شرکت پروتژه پارتنرز، که در زمینه سرمایه‌گذاری در صندوق‌های دیگر فعالیت دارد، به اشتراک‌گذاری تجربیات و دانش خود با سایر سرمایه‌گذاران پرداخت. در سال ۲۰۱۱، بسنت بار دیگر به شرکت مدیریت سرمایه‌گذاری سوروس بازگشت و این بار به عنوان مدیر ارشد سرمایه‌گذاری، هدایت استراتژی‌های سرمایه‌گذاری این شرکت را بر عهده گرفت. او تا سال ۲۰۱۵ در این سمت فعالیت کرد و نقش مهمی در موفقیت‌های این شرکت ایفا کرد. اما روحیه کارآفرینی و تمایل او به پیاده‌سازی ایده‌های نوآورانه خود، او را بر آن داشت تا در سال ۲۰۱۵ بار دیگر از شرکت سوروس جدا شود و شرکت جدیدی به نام کی اسکوئر گروپ را تأسیس کند.
کی اسکوئر گروپ
بسنت در سال ۲۰۱۵ با همکاری مایکل جرمینو، که از مدیران با تجربه و کارکشته در حوزه بازارهای سرمایه جهانی بود و پیش از آن ریاست این بخش را در شرکت مدیریت سرمایه‌گذاری سوروس بر عهده داشت، شرکت کی اسکوئر گروپ را بنیان نهاد. این شرکت با رویکردی نوین و با تکیه بر تحلیل‌های ژئوپلیتیکی و اقتصادی، در بازارهای مالی جهانی سرمایه‌گذاری می‌کند و به دنبال کسب سود از تغییرات و تحولات جهانی است. جرج سوروس، که به خوبی با توانایی‌ها و هوش بسنت آشنا بود، دو میلیارد دلار سرمایه اولیه برای راه‌اندازی این شرکت اختصاص داد و به نوعی حمایت خود را از این کارآفرین جوان اعلام کرد. با مدیریت صحیح و استراتژی‌های مؤثر بسنت و همکارانش، کی اسکوئر به سرعت رشد کرد و در پایان سال ۲۰۱۷، دارایی‌های آن به ۵٫۱ میلیارد دلار رسید. موفقیت‌های این شرکت از چشم رسانه‌ها نیز دور نماند و در ماه مه ۲۰۱۸، بلومبرگ نیوز در گزارشی به عملکرد درخشان کی اسکوئر پرداخت و اعلام کرد که این شرکت در بیشتر موارد عملکرد بهتری نسبت به رقبای خود در حوزه سرمایه‌گذاری کلان داشته و همچنان مورد توجه سرمایه‌گذاران بسیاری است. بر اساس یک توافق قبلی که میان بسنت و سوروس صورت گرفته بود، کی اسکوئر پس از مدتی سرمایه سوروس را بازگرداند و سرمایه‌های دیگری را از سایر سرمایه‌گذاران جذب کرد. از جمله سرمایه‌گذاران معتبر این شرکت می‌توان به صندوق ثروت ملی استرالیا، فیوچر فاند، اشاره کرد که نشان از اعتبار و اعتماد بین‌المللی به کی اسکوئر دارد.

## فعالیت‌های سیاسی
بسنت در کنار فعالیت‌های اقتصادی خود، در عرصه سیاسی نیز فعال بوده و از حامیان مالی چهره‌های سیاسی مختلف آمریکا بوده است. او در سال ۲۰۰۰ با برگزاری یک مراسم جمع‌آوری کمک مالی در منزل شخصی خود در ایست همپتون نورت، نیویورک از ال گور، نامزد دموکرات‌ها در انتخابات ریاست‌جمهوری ایالات متحده آمریکا (۲۰۰۰)، حمایت کرد. او همچنین در گذشته به هیلاری کلینتون و باراک اوباما، از دیگر چهره‌های دموکرات، کمک مالی کرده است. اما در سال ۲۰۱۶، بسنت به سمت جمهوری‌خواهان گرایش پیدا کرد و یک میلیون دلار به کمیته برگزاری مراسم تحلیف ریاست جمهوری دونالد ترامپ در سال ۲۰۱۷ اهدا کرد که نشان از تغییر مواضع سیاسی او داشت.
در فوریه ۲۰۲۴، بسنت با برگزاری یک مراسم جمع‌آوری کمک مالی در گرینویل، کارولینای جنوبی، حمایت خود را از دونالد ترامپ در انتخابات ریاست جمهوری ۲۰۲۴ اعلام کرد. این مراسم با استقبال چهره‌های مختلف سیاسی و اقتصادی روبرو شد و نزدیک به ۷ میلیون دلار برای کمپین انتخاباتی ترامپ جمع‌آوری کرد. در آوریل ۲۰۲۴، بسنت میزبان یک مراسم جمع‌آوری کمک مالی دیگر در پام بیچ، فلوریدا، بود که با حضور چهره‌های ثروتمند و تأثیرگذار، ۵۰ میلیون دلار برای کمپین ترامپ جمع‌آوری کرد و نقش بسزایی در تأمین مالی کمپین او داشت. در ژوئیه ۲۰۲۴، بلومبرگ بیزنس‌ویک در گزارشی به نقش بسنت به عنوان یکی از مشاوران اقتصادی کلیدی ترامپ پرداخت و اعلام کرد که او از نفوذ قابل توجهی در تیم اقتصادی ترامپ برخوردار است. بسنت یک طرح اقتصادی سه ماده‌ای برای ترامپ ارائه کرد که از سیاست اقتصادی «سه پیکان» شینزو آبه، نخست‌وزیر پیشین ژاپن، الهام گرفته شده بود و به دنبال تحریک رشد اقتصادی و ایجاد اشتغال در آمریکا بود. او همچنین از پیشنهاد ترامپ برای اعمال تعرفه‌های گسترده بر واردات حمایت کرد و آن را به نفع اقتصاد آمریکا دانست. در مورد تعهد ترامپ برای اعمال تعرفه ۲۰ درصدی بر تمام واردات، بسنت با اتخاذ موضعی بینابین و واقع‌گرایانه اعلام کرد که این‌ها «مواضع حداکثری هستند که احتمالاً در مذاکرات با شرکای تجاری تعدیل خواهند شد» و به نوعی به دنبال کاهش نگرانی‌ها در این باره بود.
در ۲۲ نوامبر ۲۰۲۴، پس از پیروزی دونالد ترامپ در انتخابات ریاست جمهوری، او اعلام کرد که قصد دارد بسنت را به عنوان وزیر خزانه‌داری ایالات متحده آمریکا در دولت دوم خود معرفی کند. این انتخاب نشان از اعتماد زیاد ترامپ به بسنت و توانایی‌های او در زمینه اقتصاد و مدیریت مالی دارد.

## کنش‌گری اجتماعی
اسکات بسنت، در کنار دنیای پیچیده و پویای سرمایه‌گذاری و سیاست، همواره به مسائل اجتماعی و فرهنگی نیز علاقه‌مند بوده و در این عرصه‌ها نیز فعالانه حضور داشته است. او که خود از فارغ‌التحصیلان دانشگاه معتبر ییل است، از سال ۲۰۰۶ تا ۲۰۱۱ به عنوان استاد تاریخ اقتصاد در همین دانشگاه به تدریس سه دوره درسی اشتغال ورزید و دانش و تجربیات خود را در اختیار دانشجویان قرار داد.

### عضویت در هیئت مدیره
بسنت در شورای دانشگاه ییل نیز عضویت دارد و در تصمیم‌گیری‌های کلان این دانشگاه تأثیرگذار است. او و خواهرش کتابخانه بسنت را به دانشگاه ییل اهدا کرده‌اند. این کتابخانه با ارائه منابع غنی و دسترسی آسان به اطلاعات، به عنوان یک مرکز علمی و فرهنگی در قلب دانشگاه ییل قرار دارد. او سه بورسیه تحصیلی در دانشگاه ییل، تأسیس کرده است. این بورسیه‌ها که به نام خود او نامگذاری شده‌اند، به دانشجویانی که اولین نسل خانواده خود هستند که وارد دانشگاه می‌شوند، دانشجویان اهل کارولینای جنوبی، و دانشجویان اهل برانکس اختصاص یافته‌اند.
بسنت در دانشگاه راکفلر نیز حضوری فعال دارد و ریاست کمیته سرمایه‌گذاری و عضویت در کمیته اجرایی هیئت امنا این دانشگاه را بر عهده دارد. او با توجه به تجربه و دانش فراوان خود در زمینه سرمایه‌گذاری و مدیریت مالی، نقش مهمی در هدایت و توسعه این دانشگاه ایفا می‌کند. اما فعالیت‌های اجتماعی بسنت به حوزه آموزش و پرورش محدود نمی‌شود. او در گذشته در هیئت مدیره سازمان «عشق خدا را به ما تحویل دهید» نیز عضویت داشته است، سازمانی که با هدف ارائه وعده‌های غذایی به افراد مبتلا به ایدز که امکان خروج از منزل را ندارند، تأسیس شده است.
بسنت همچنین در حوزه حفظ میراث فرهنگی و هنری نیز فعال بوده و معاون رئیس «بنیاد حفاظت از خانه‌های کلاسیک آمریکایی» و عضو سابق هیئت مدیره «جشنواره اسپلتو» در چارلستون، کارولینای جنوبی، است. علاوه بر این، او عضو شورای روابط خارجی است. او با حضور در این شورای تأثیرگذار، در بحث‌ها و تصمیم‌گیری‌های مربوط به سیاست خارجی آمریکا شرکت می‌کند و دیدگاه‌های خود را در این زمینه مطرح می‌کند.

### فعالیت‌های بشردوستانه
فعالیت‌های بشردوستانه بسنت نیز قابل توجه است. او در سال ۲۰۲۲ دو بنیاد خیریه تأسیس کرد که در زمینه‌های مختلف به افراد نیازمند کمک می‌کنند. یکی از اقدامات مهم او در این زمینه، ایجاد «مرکز توان‌بخشی مک‌لئود» (به یاد خانوادهٔ مادری‌اش) در «بیمارستان کودکان شراینرز» در گرینویل، کارولینای جنوبی، است. بسنت از «بنیاد پرنس» در لندن و «منطقه کودکان هارلم» در شهر نیویورک نیز حمایت می‌کند.

## مواضع و دیدگاه‌ها
- بسنت از منتقدان فدرال رزرو بوده و احتمالاً در انتخاب افراد برای اداره این بانک توسط ترامپ نقش مهمی ایفا خواهد کرد.[۴۶] او در نوامبر ۲۰۲۴، ایدهٔ جدید و غیرمتعارفی را مطرح کرد که بر اساس آن بهتر است از هم‌اکنون یک «رئیس سایه فدرال رزرو» منصوب شود که در سال ۲۰۲۶ پس از پایان دوره جروم اچ. پاول، جانشین وی شود. این ایده به دلیل تأثیر بالقوه آن بر بازارهای مالی مورد انتقاد قرار گرفت. بسنت پس ازم واجه شدن با این انتقادات، از این ایده عقب‌نشینی کرد. او پس از انتخابات ۲۰۲۴، در مصاحبه با شبکه سی‌ان‌بی‌سی، توضیح داد که به نظر او دولت جدید ترامپ «باید صرفاً رئیس بعدی فدرال رزرو را به زودی معرفی کند».[۴۶] این اظهارات نیز واکنش جروم اچ. پاول، رئیس کنونی فدرال رزرو را برانگیخت و او اعلام کرد که استعفا نخواهد داد و ترامپ نمی‌تواند استقلال مقامات فدرال رزرو را خدشه‌دار کند.[۴۶]
- بسنت ارتباط نزدیکی با جورج سوروس دارد و سوروس حامی مالی اصلی اهداف لیبرال، است، در حالی که این اهداف مورد پسند جناح راست سیاسی یا محافظه‌کار آمریکا نبوده و از نظر آن‌ها سوروس چهره‌ای منفی محسوب می‌شود.[۴۶]
- رابطه بین بسنت و هاوارد لاتنیک، گزینه پیشنهادی ترامپ برای وزارت بازرگانی ایالات متحده آمریکا، سرد و رقابتی است. آن‌ها دیدگاه‌های متفاوتی در مورد مسئلهٔ تعرفه‌ها دارند و در مسیر تصدی پست وزارت خزانه‌داری با یکدیگر رقابت می‌کردند.[۴۶]
- بسنت با حضور در برنامه استیو بنن گفته است: «من یک مرد اهل وال استریت هستم اما به مردم عادی اهمیت می‌دهم و مردم عادی باید محرک رونق دوران ترامپ باشند».[۴۷]
- بسنت در مصاحبه خود با بنن گفت که می‌خواهد در دولت جدید «تلاش زیادی برای مقررات‌زدایی بانکی» صورت دهد. او گفت: «ما باید بخش زیادی از وام‌دهی‌ها را به سیستم بانکی بازگردانیم و به بانک‌هایمان اجازه دهیم وام بدهند». وی افزود که بانک‌ها «نقدینگی زیادی» دارند اما توسط مقامات نظارتی و فدرال رزرو محدود شده‌اند.[۴۷]
- بسنت از حامیان رمزارزها بوده و می‌تواند به تعهد ترامپ برای اتخاذ رویکردی دوستانه‌تر نسبت به این صنعت که فعالانِ آن میلیون‌ها دلار برای حمایت از ترامپ و سایر نامزدهای طرفدار رمزارز هزینه کرده‌اند، عمل کند. بسنت در مصاحبه‌ای با شبکه فاکس بیزنس در ماه ژوئیه گفت: «رمزارزها کمک‌کار آزادی هستند و اقتصاد رمزارزها در آمریکا برای همیشه در این مسیر خواهد ماند».[۴۷]

## منتقدان بسنت
ایلان ماسک، بنیان‌گذار تسلا و از متحدان اصلی ترامپ که از نفوذ زیادی بر ترامپ برخوردار است، حداقل در ابتدا با انتخاب بسنت مخالفت کرد. او در ایکس (توییتر سابق)، پلتفرم رسانه اجتماعی متعلق به خود، نوشت که بسنت یک «گزینه معمولی و تکراری» است و هوارد لاتنیک گزینه بهتری است. ماسک نوشت: «رویکرد معمولی و تکراری، آمریکا را به ورشکستگی می‌کشاند، بنابراین ما به هر طریق ممکن به تغییر نیاز داریم».
سناتور ران وایدن (دموکرات از ایالت اورگن)، رئیس کمیته مالی سنا، از انتخاب یک مدیر صندوق پوشش ریسک توسط ترامپ برای اداره وزارت خزانه‌داری انتقاد کرده است. وایدن در بیانیه‌ای گفته است: «دونالد ترامپ وانمود می‌کند که یک پوپولیست اقتصادی است، اما در عین حال می‌بینیم که وزارت خزانه‌داری ترامپ بدون یک حامی ثروتمند سیاسی که اداره آن را بر عهده داشته باشد، کامل نمی‌شود». وایدن در این بیانیه گفته است: «من سؤالات زیادی از آقای بسنت دربارهٔ مزایای سیاست ترامپ که به‌طور عمدی به خانواده‌هایی که در حال حاضر تحت فشار هزینه‌های زندگی هستند، آسیب اقتصادی می‌رساند، خواهم داشت».
گروه‌های ترقی‌خواه منتقد وال استریت نیز به نامزد شدن بسنت برای پست وزارت خزانه‌داری حمله کردند. تونی کارک، مدیر اجرایی Accountable.US، در نقد انتخاب بسنت چنین نوشته است: «با وجود همه صحبت‌های رئیس‌جمهور منتخب ترامپ دربارهٔ حمایت از آمریکایی‌های قشر کارگر، انتخاب یک مدیر صندوق پوشش ریسک میلیاردر برای رهبری وزارت خزانه‌داری نشان می‌دهد که او فقط می‌خواهد یک سیستم معیوب و مختل را که فقط به سود شرکت‌های بزرگ و افراد بسیار ثروتمند کار می‌کند، حفظ کند. در صورت تأیید سنا، اولین اقدام اسکات بسنت این خواهد بود که تریلیون‌ها دلار تخفیف مالیاتی دیگر را به افراد بسیار ثروتمند اعطا کند و در عین حال در عمل یک افزایش مالیات ۳۹۰۰ دلاری برای یک خانواده معمولی آمریکایی ایجاد کند. این همان سناریوی قدیمی است و همان نتایج را در پی خواهد داشت: اقتصادی که فقط به سود عده محدودی کار می‌کند، نه همه».

## زندگی شخصی
بسنت در چارلستون، ایالت کارولینای جنوبی، در عمارتی تاریخی و زیبا سکونت دارد. او و شوهرش، جان فریمن، که سابقاً دادستان شهر نیویورک بوده، دو فرزند دارند که از طریق رحم اجاره‌ای متولد شده‌اند. نام خانوادگی «کول» (پسر نوجوان) و «کارولین» (دختر کوچکترشان) «بسنت-فریمن» است. بر اساس گزارش دیلی بیست، این دو در جایی خارج از ایالات متحده آمریکا به تحصیل اشتغال دارند. بسنت در سال ۲۰۱۵ به مجله فارغ‌التحصیلان ییل گفت: «اگر در سال ۱۹۸۴، زمانی که ما فارغ‌التحصیل شدیم و مردم از ایدز می‌مردند، به من می‌گفتید که ۳۰ سال بعد من به‌طور قانونی با شوهرم ازدواج خواهم کرد و ما از طریق رحم اجاره‌ای دو فرزند خواهیم داشت، باور نمی‌کردم».

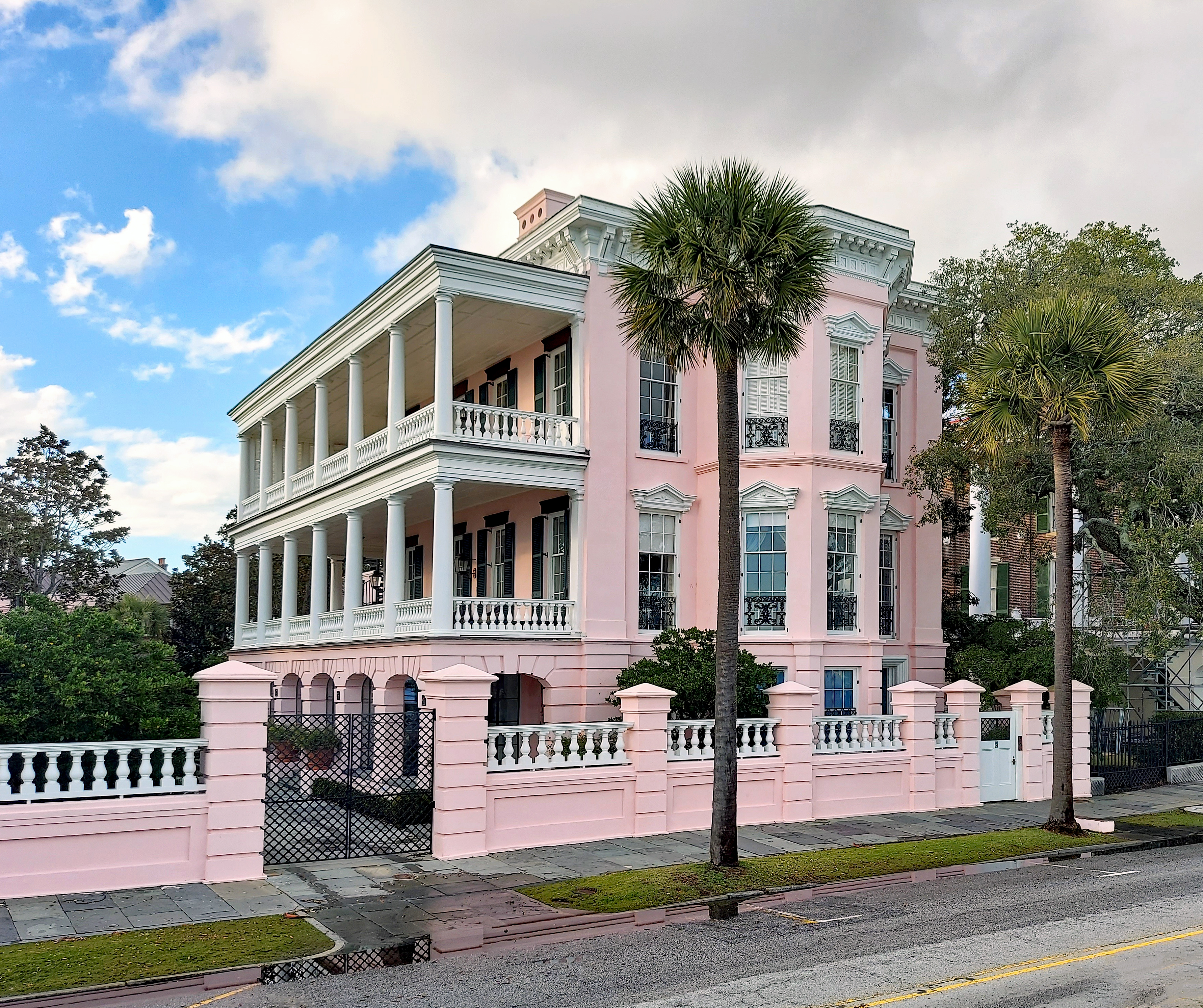
عمارت صورتی در شهر چارلستون

«فریمن» که سال‌ها به عنوان دادستان در نیویورک فعالیت می‌کرد، در سال ۲۰۱۶ زندگی در کلان‌شهر را رها کرد و به همراه بسنت «عمارت تاریخی جان ریونل» را در زادگاه بسنت (چارلستون) به مبلغ ۶٫۵ میلیون دلار خریداری کردند. این عمارتِ سه طبقه که از جمله آثار معماری با ارزش چارلستون محسوب می‌شود و به «عمارت صورتی» مشهور است، هشت اتاق خواب و ده حمام دارد و در محله قدیمی «باتری» (Battery) در چارلستون واقع شده است. این ملک پیش از آنکه فریمن و بسنت آن را به اقامتگاه شخصی خود تبدیل کنند، به عنوان یک مهمانسرا فعالیت می‌کرد.
عمارت صورتی در هنگام خریداری شدن توسط این دو نیازمند مرمت و بازسازی بود. فریمن و بسنت پس از سه سال بازسازی و نوسازی گسترده و پرهزینه، سرانجام در سال ۲۰۱۹ به همراه دو فرزند محصل خود به این خانه نقل مکان کردند. پروژه بازسازی این عمارت در سال ۲۰۲۱ موفق به دریافت جایزه «کارولوپولیس» از سوی «انجمن حفاظت از میراث چارلستون» شد.
بسنت از ۲۸ اکتبر ۲۰۲۴ این ملک را با قیمت ۲۲٫۲۵ میلیون دلار برای فروش عرضه کرده است. سرپرست تیم انتقالی دونالد ترامپ اعلام کرده که بسنت قصد دارد در همان شهر چارلستون خانه‌ای دیگر تهیه کند. به گفته آن‌ها، فروش «عمارت صورتی» درست پیش از انتخابات ریاست جمهوری، به این دلیل صورت گرفته که فرزندان بسنت و فریمن اکنون به سنی رسیده‌اند که خانه این دو تن را ترک کرده و زندگی مستقلی را آغاز کرده‌اند؛ بنابراین، این زوج دیگر نیازی به خانه‌ای به این بزرگی ندارند.
جان فریمن به‌طور آشکارا همجنسگراست. او در یکی از مصاحبه‌هایش اذعان کرده که در دوران جوانی آرزوی ورود به آکادمی نیروی دریایی آمریکا را داشته، اما به دلیل آنکه نمی‌خواسته گرایش جنسی خود را پنهان کند، از این تصمیم منصرف شده است.
بسنت با خانواده ترامپ از جمله فرد ترامپ، پدر دونالد ترامپ که از غول‌های صنعت املاک و مستغلات بود، سابقه آشنایی دیرینه دارد. طبق گزارش وبسایت «سلبریتی نت ورث» (Celebrity Net Worth)، بسنت یک میلیارد دلار ثروت دارد.